# Juan Ramón de la Fuente Ramírez

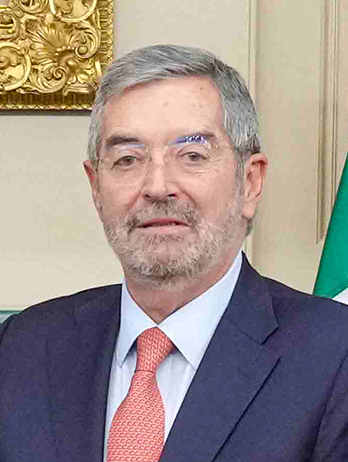
Juan Ramón de la Fuente Ramírez (2025)

Juan Ramón de la Fuente Ramírez (* 5. September 1951 in Mexiko-Stadt) ist ein mexikanischer Mediziner, Politiker und ehemaliger Rektor der Universidad Nacional Autónoma de México (UNAM). Er war unter anderem Secretario de Salud (Gesundheitsminister).

## Biografie
De la Fuente, Sohn des Mediziners Ramón de la Fuente, absolvierte sein Medizinstudium und die Ausbildung zum Chirurgen an der medizinischen Fakultät der UNAM, deren Direktor er später auch war. Später bildete er sich in den Vereinigten Staaten zum Psychiater weiter.
Er ist seit 1972 Mitglied des Colegio Nacional. Vom 1. Dezember 1994 bis zum 17. November 1999 war er als PRI-Politiker Gesundheitsminister, von 1996 bis 1997 auch Präsident der Academia Mexicana de Ciencias. Am 17. November 1999 wurde er Rektor der UNAM und hatte dieses Amt bis zum 16. November 2007 inne.